# 沃爾凱諾維爾 (加利福尼亞州)
沃爾凱諾維爾（英語：Volcanoville）是位於美國加利福尼亞州埃爾多拉多縣的一個非建制地區。該地的面積和人口皆未知。

## 地理
沃爾凱諾維爾的座標為38°58′55″N 120°47′21″W / 38.98194°N 120.78917°W，而該地的平均海拔高度為912米（即2999英尺）。